# Chase Carey
Chase Carey (Dublino, 22 novembre 1953) è un dirigente d'azienda irlandese naturalizzato statunitense, presidente e amministratore delegato della Formula 1 dal 25 gennaio 2017 al 31 dicembre 2020. In precedenza ha lavorato per News Corp, DirecTV e 21st Century Fox.

## Biografia
Carey si è laureato in Economia alla Colgate University e ha ottenuto un MBA ad Harvard.
Ha iniziato a lavorare con Fox nel 1988. Nel decennio successivo è diventato COO di Fox Inc. Durante questo periodo ha contribuito a lanciare sia Fox Sports e Fox News. Ha lavorato anche come co-COO di News Corporation, insieme a Peter Chernin.
Durante questo periodo, la società ha acquistato il 34% di Hughes Electronics, che all'epoca possedeva DirecTV, una TV satellitare. Carey, che aveva già fatto parte del CdA di DirecTV, nel 2003 è stato nominato amministratore delegato della società.
A DirecTV, Carey aveva in programma di aggiungere 1 milione di nuovi abbonati ogni anno, obiettivo raggiunto quando ha lasciato la società sei anni più tardi. A detta di tutti, l'operato di Carey a DirecTV è stato considerato di successo.
Nel 2006, News Corporation ha ceduto la propria partecipazione di controllo in DirecTV a Liberty Media, in cambio di azioni News Corp.
Nel giugno 2009, è stato annunciato che Carey avrebbe lasciato DirecTV e sarebbe tornato a News Corp. Ha assunto le cariche di Presidente e COO, che erano stati detenuti da Chernin, nonché la Vice Presidenza.
Nell'agosto 2011 Rupert Murdoch punta Carey per essere il suo successore come amministratore delegato di News Corp: era stato precedentemente ipotizzato che il figlio di Murdoch, James, avrebbe preso il posto. Nel 2013, Carey è stato annunciato come il COO di 21st Century Fox, il successore legale di News Corporation e il proprietario della maggior parte delle sue proprietà cinematografiche e televisive. Nel 2015, Carey è stato ri-assegnato come vicepresidente esecutivo, mentre James Murdoch è diventato CEO. Carey si è dimesso da questa posizione nel luglio 2016 per diventare consulente di Fox.
Dopo che la compagnia statunitense Liberty Media ha acquistato, per 8 miliardi di dollari, i diritti sul campionato di Formula 1 dalla CVC, con la ratifica del 24 gennaio 2017 lo storico patron Bernie Ecclestone ha abbandonato definitivamente il controllo della F1 in favore del manager statunitense.
Il 25 Settembre 2020, tramite un post sui social della pagina di Formula 1, viene annunciata la sostituzione nel ruolo di CEO della F1 da parte di Stefano Domenicali, ex direttore della Scuderia Ferrari ed ex amministratore delegato di Lamborghini, a partire dal 1º gennaio 2021. Carey manterrà la carica di presidente non-esecutivo.